# Semiothisa perfusaria
Semiothisa perfusaria är en fjärilsart som beskrevs av Walker 1866. Semiothisa perfusaria ingår i släktet Semiothisa och familjen mätare. Inga underarter finns listade i Catalogue of Life.